# Bosansko Grahovo
Bosansko Grahovo (Servisch: Босанско Грахово) is een plaats en gemeente in het westen van Bosnië en Herzegovina, in het kanton West-Bosnië van de Federatie van Bosnië en Herzegovina. De plaats ligt vlak bij de Kroatische grens, in de buurt van de steden Drvar, Livno en Glamoč.

## Demografie

### Gemeente
| Census | totaal | Serven         | Kroaten      | Bosniakken | Joegoslaven  | overig     |
| ------ | ------ | -------------- | ------------ | ---------- | ------------ | ---------- |
| 2013   | 2449   | 2028 (82.81%)  | 393 (16.05%) | 6 (0.25%)  | 1 (0.04%)    | 21 (0.86%) |
| 1991   | 8311   | 7888 (94.91%)  | 226 (2.71%)  | 12 (0.14%) | 135 (1.62%)  | 50 (0.60%) |
| 1981   | 9032   | 7739 (85.68%)  | 264 (2.92%)  | 5 (0.05%)  | 952 (10.54%) | 72 (0.79%) |
| 1971   | 10565  | 10110 (95.69%) | 364 (3.44%)  | 14 (0.13%) | 37 (0.35%)   | 40 (0.37%) |

### Stad
De stad Bosansko Grahovo had 651 inwoners in 2013, waaronder 92% Serviërs en 7% Kroaten.

## Geschiedenis
Gavrilo Princip, pleger van de moord op Frans Ferdinand van Oostenrijk, werd in 1894 geboren in Obljaj, een dorp in deze gemeente, net ten oosten van de plaats Bosansko Grahovo.
Tijdens de Bosnische Oorlog was de stad bezet door Bosnisch-Servische troepen. In de herfst van 1995 nam het Kroatische leger in Operatie Storm de stad over, wat tot een grote evacuatie van Serviërs leidde. Na de oorlog zijn vele Servische burgers teruggekeerd en ze vormen tegenwoordig weer een meerderheid in de gemeente. Desalniettemin bedraagt het inwonersaantal van de gemeente vandaag nog slechts een derde van voor de Bosnische Oorlog.

## Beroemde inwoners
- Baja Mali Knindža
- Dobrota Lošić, vader van Saša Lošić
- Ksenija Pajčin
- Gavrilo Princip